# ジェームス・マクレーン
ジェームス・プリンス・マクレーン（James Price "Jimmy" McLane, Jr. 1930年9月13日 - 2020年12月13日）は、アメリカ合衆国ペンシルベニア州ピッツバーグ出身のアメリカ人男子競泳選手である。1948年ロンドンオリンピックで1500m自由形・800mリレーで金メダル、400m自由形で銀メダルを獲得。1952年ヘルシンキオリンピックでも800mリレーで金メダルを獲得し、連覇を達成した。

## 経歴
1948年ロンドンオリンピック
17歳で出場したロンドンオリンピックで1500m自由形・800mリレーで金メダル、400m自由形で銀メダルを獲得した。
800mリレーでは世界新記録を樹立した。
1952年ヘルシンキオリンピック
2度目となるヘルシンキオリンピックでは400m自由形で7位、1500m自由形では4位に入賞し、800リレーでは世界新記録を更新し、金メダルを獲得した。
1955年パンアメリカン競技大会
400m自由形・1500m自由形・800mリレーの三冠に輝く。
フィリップス・アカデミー、イェール大学を卒業。イェール大学時代に水泳部をNCAAチャンピオンに導いた。